# LIN7C
LIN7C (англ. Lin-7 homolog C, crumbs cell polarity complex component) – білок, який кодується однойменним геном, розташованим у людей на короткому плечі 11-ї хромосоми. Довжина поліпептидного ланцюга білка становить 197 амінокислот, а молекулярна маса — 21 834.
| 10         |  | 20         |  | 30         |  | 40         |  | 50         |
| ---------- |  | ---------- |  | ---------- |  | ---------- |  | ---------- |
| MAALGEPVRL |  | ERDICRAIEL |  | LEKLQRSGEV |  | PPQKLQALQR |  | VLQSEFCNAV |
| REVYEHVYET |  | VDISSSPEVR |  | ANATAKATVA |  | AFAASEGHSH |  | PRVVELPKTE |
| EGLGFNIMGG |  | KEQNSPIYIS |  | RIIPGGIADR |  | HGGLKRGDQL |  | LSVNGVSVEG |
| EHHEKAVELL |  | KAAQGKVKLV |  | VRYTPKVLEE |  | MESRFEKMRS |  | AKRRQQT    |

A: Аланін

C: Цистеїн

D: Аспарагінова кислота

E: Глутамінова кислота

F: Фенілаланін

G: Гліцин

H: Гістидин

I: Ізолейцин

K: Лізин

L: Лейцин

M: Метіонін

N: Аспарагін

P: Пролін

Q: Глутамін

R: Аргінін

S: Серин

T: Треонін

V: Валін

Задіяний у таких біологічних процесах, як транспорт, транспорт білків, екзоцитоз, ацетилювання. 
Локалізований у клітинній мембрані, мембрані, клітинних контактах, щільних контактах, синапсах, синаптосомах.